# Who Needs Pictures
Who Needs Pictures é o álbum de estreia do cantor e compositor norte-americano Brad Paisley. Foi lançado em 1 de junho de 1999, pela Arista Nashville e certificado como platina pela RIAA.

## Lista de faixas
| N.º            | Título                                 | Compositor(es)                          | Duração |  |
| 1.             | "Long Sermon"                          | Brad Paisley · Tim Nichols              | 3:18    |  |
| 2.             | "Me Neither"                           | Paisley · Chris DuBois · Frank Rogers   | 3:19    |  |
| 3.             | "Who Needs Pictures"                   | Paisley · DuBois · Rogers               | 3:45    |  |
| 4.             | "Don't Breathe"                        | Paisley                                 | 2:53    |  |
| 5.             | "He Didn't Have to Be"                 | Paisley · Kelley Lovelace               | 4:42    |  |
| 6.             | "It Never Woulda Worked out Anyway"    | Paisley · Lovelace                      | 2:41    |  |
| 7.             | "Holdin' On to You"                    | Paisley · DuBois · Lovelace             | 3:00    |  |
| 8.             | "I've Been Better"                     | Paisley · Robert Arthur                 | 4:07    |  |
| 9.             | "We Danced"                            | Paisley · DuBois                        | 3:45    |  |
| 10.            | "Sleepin' on the Foldout"              | Paisley · DuBois                        | 3:23    |  |
| 11.            | "Cloud of Dust"                        | Paisley · DuBois                        | 4:05    |  |
| 12.            | "The Nervous Breakdown" (instrumental) | Paisley · James Gregory · Mitch McMihen | 3:29    |  |
| 13.            | "In the Garden"                        |                                         | 4:30    |  |
| Duração total: | Duração total:                         | Duração total:                          | 46:57   |  |

## Desempenho nas tabelas musicais
| Parada                                    | Melhor posição |
| ----------------------------------------- | -------------- |
| Estados Unidos - Billboard Country Albums | 13             |
| Estados Unidos - Billboard 200            | 7              |
| Estados Unidos - Heatseekers Albums       | 102            |

| País           | Associação   | Certificação | Vendas     |
| -------------- | ------------ | ------------ | ---------- |
| Canadá         | Music Canada | Ouro         | 40.000+    |
| Estados Unidos | RIAA         | Platina      | 1,000.000+ |